# Obito Uchiha
Obito Uchiha (うちは オビト?, Uchiha Obito), noto anche come Tobi (トビ?, Tobi), è un personaggio della serie manga e anime Naruto, scritta e disegnata da Masashi Kishimoto.
Fa la sua prima apparizione nella copertina del sedicesimo capitolo del manga, dove viene inquadrato in una foto del gruppo del quale faceva parte durante l'adolescenza. 
Inizialmente introdotto come membro dell'Organizzazione Alba dal carattere comico, successivamente diviene uno degli antagonisti principali nell'ambito della Quarta Guerra Ninja per poi redimersi.

## Il personaggio

### Personalità

Il ventaglio (団扇, uchiwa), simbolo del clan Uchiha.

Durante la sua adolescenza Obito viene presentato come un ragazzo allegro, vivace e molto generoso sebbene alquanto impacciato e ritardatario; appartiene al prestigioso clan Uchiha, cosa della quale va particolarmente fiero benché rappresenti un compito gravoso per chi, come lui, non mostri uno spiccato talento come ninja. Contrariamente al rivale e compagno di squadra Kakashi Hatake, dal quale viene spesso ripreso, Obito pone il benessere dei propri compagni davanti al rigido rispetto delle regole e al successo stesso della missione, riuscendo alla fine a ribaltare gli ideali del compagno. Era perdutamente innamorato della sua compagna di squadra Rin Nohara, sua amica fin dall'infanzia dalla quale ricercava costantemente attenzioni sebbene quest'ultima fosse attratta da Kakashi.
In seguito all'incidente durante la Terza guerra mondiale ninja a seguito del quale viene dato per morto, Obito viene fortuitamente tratto in salvo da Madara Uchiha e inizia a rimettersi in salute così da poter ritrovare i propri compagni; venuto però a sapere che Rin e Kakashi sono stati braccati da dei ninja della Nebbia Obito si precipita in loro aiuto ma, arrivato sul posto, assiste alla morte di Rin per mano di Kakashi: questo evento stravolge il giovane, che giunge alla conclusione che il mondo reale sia un inferno in terra decidendo di aderire al progetto espostogli in precedenza da Madara, ovvero la totale soggiogazione dell'umanità mediante lo Tsukuyomi Infinito.
In seguito all'incontro con Madara la personalità di Obito cambia radicalmente: assume infatti un atteggiamento estremamente freddo e serioso se non addirittura arrogante, inizia a disprezzare fortemente i deboli e a lodare coloro che riescono a tenergli testa (come dimostrato durante il combattimento con il suo ex maestro Minato Namikaze), rinuncia al suo sogno di diventare Hokage e ridicolizza Naruto per la stessa aspirazione e rigetta causticamente i tentativi di Kakashi di ricordargli chi fosse sebbene non lo accusi della morte di Rin attribuendone invece la responsabilità al mondo in cui vivono (sebbene i suoi pensieri e flashback dimostrino che rivedere la sua amata è il suo vero scopo); da questo momento Obito si presenta con due diversi alias in modo che la sua vera identità resti nell'ombra: Tobi, alter ego con cui si unisce all'Organizzazione Alba, e Madara Uchiha, per sfruttare la fama del leggendario ninja.
Nelle sue apparizioni come Tobi, Obito è uno dei personaggi che meglio incarnano la parte comica del manga in quanto si presenta come un individuo estremamente buffo, goffo e impacciato, pressoché refrattario a impegnarsi seriamente nello scontro con un nemico e propenso principalmente a ripiegare su un qualche grottesco piano di fuga, cosa che infastidisce non poco il suo compagno Deidara. La sua comicità, tuttavia, è molto apprezzata da alcuni membri dell'organizzazione e in particolare da Kisame Hoshigaki che, venuto a sapere della sua presunta morte a causa dell'esplosione finale di Deidara, se ne rammarica profondamente dal momento che lo considerava l'unico portatore di un po' d'allegria in un'organizzazione cupa come Alba. In seguito alla sua apparente scomparsa Obito assume una condotta cinica e machiavellica diventando il principale antagonista del manga, palesandosi come il vero leader di Alba e ritornando alla personalità fredda e misantropa alla quale era giunto a causa della morte di Rin.

### Aspetto

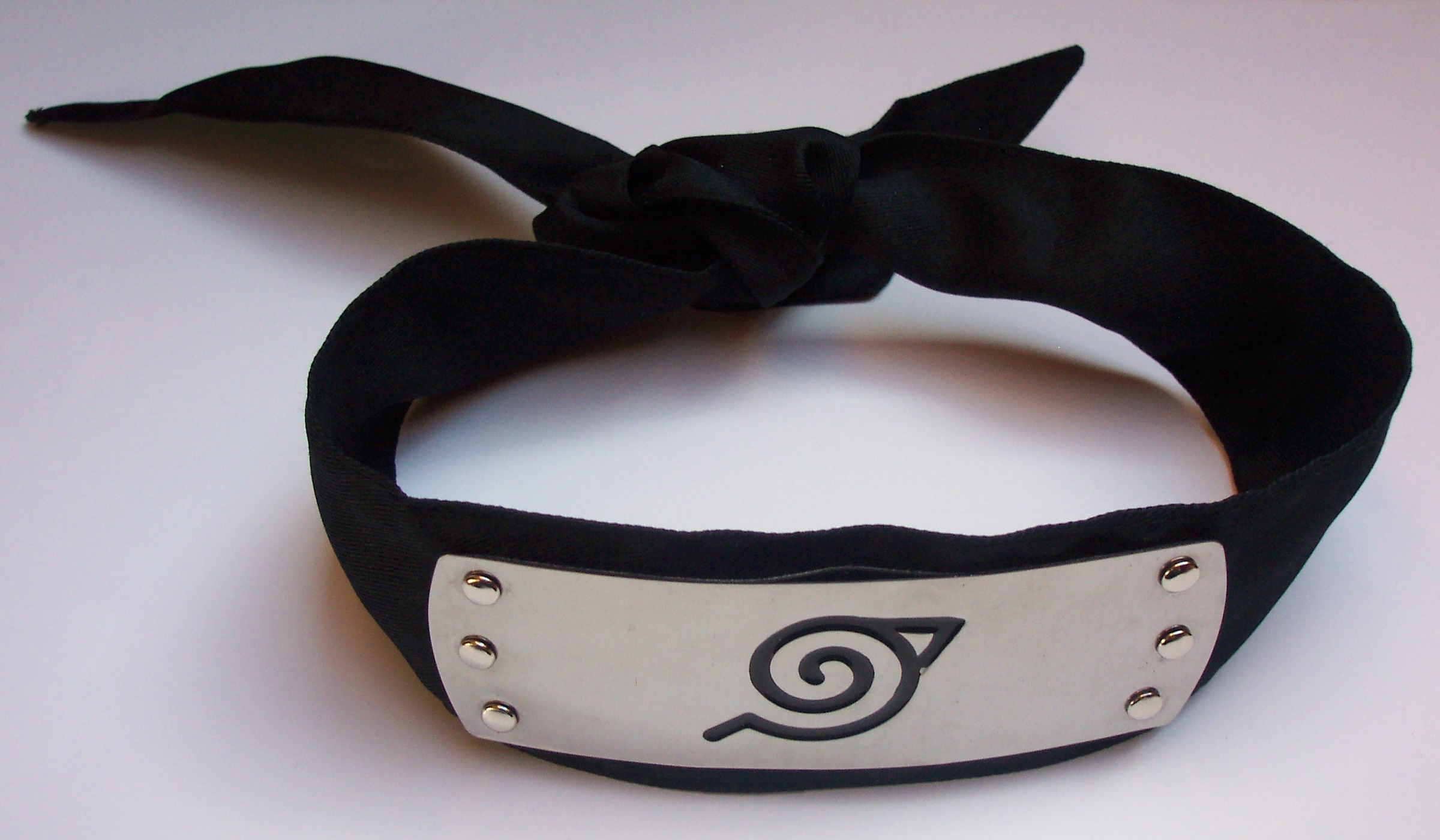
Il coprifronte con il simbolo del villaggio della foglia.

Obito fisicamente è slanciato ed è più alto di Kakashi, con un'altezza di 182cm e un peso di 76kg. Ha una carnagione chiara e i capelli neri, così come gli occhi; da ragazzo portava inoltre degli occhiali, che coprivano anche le orecchie, dalla visiera arancione e fatti in modo tale da essere isolati dall'esterno. Indossava un abito blu scuro con rifiniture arancioni il cui dorso era adornato dal tipico simbolo a ventaglio del clan Uchiha; indossava il coprifonte del Villaggio della Foglia e legate ai polsi aveva delle placche metalliche di protezione, similmente al compagno Kakashi, suo coetaneo.
Dopo la sua presunta morte, veste la tunica nera decorata con nuvole rosse caratteristica dell'Organizzazione Alba lasciandosi crescere i capelli, per poi tagliarli in seguito. Durante questo periodo nasconde la propria identità grazie a diverse maschere: le prime due possiedono un solo foro in corrispondenza dell'occhio destro (quello con lo sharingan) mentre la terza, utilizzata durante la quarta grande guerra ninja, ne possiede tre per il fatto che nella cavità oculare sinistra si è trapiantato il Rinnegan; il motivo di questa terza maschera sembra una fusione tra lo Sharingan e il Rinnegan.

Le maschere indossate da Obito in ordine cronologico
Al tempo dell'attacco al Villaggio della Foglia con la Volpe a Nove Code.
Durante la seconda parte del manga.
In seguito al trapianto del Rinnegan.

## Storia
Obito appartiene al clan Uchiha ed entra a far parte della squadra capitanata dal futuro Quarto Hokage Minato Namikaze assieme a Kakashi Hatake, suo rivale, e Rin Nohara, suo interesse amoroso. Partecipa quindi all'esame di selezione dei chunin durante il quale, nella seconda sessione, deve affrontare il gruppo formato da Gai Maito, Ebisu e Genma Shiranui: in questa occasione tenta di attaccare Gai ma viene velocemente messo fuori combattimento a causa di un incidente; superata la seconda prova dovrà battersi con lo stesso avversario subendo tuttavia la stessa fine. Alla fine del torneo solo Kakashi riceve la nomina a chunin mentre Obito la conseguirà successivamente, nello stesso periodo in cui il suo compagno viene promosso a jonin. Nel frattempo scoppia la Terza guerra ninja.
Durante il conflitto Obito, assieme ai suoi compagni, viene incaricato di svolgere una missione ai confini del Villaggio dell'Erba con l'obiettivo di intrufolarsi alle spalle del nemico e distruggere il ponte Kannabi, da dove i ninja nemici ricevono rifornimenti. Dopo la partenza il team viene attaccato da un ninja della Roccia e in questo frangente Obito si dimostra inutile agli occhi del rivale, che invece esibisce l'impetuoso Mille Falchi appena sviluppato; quella stessa notte Minato racconta a Obito che il padre di Kakashi, la famosa "Zanna Bianca della Foglia" Sakumo Hatake, aveva fallito una missione preferendo salvare i suoi compagni e che, per il disonore, si era tolto la vita: questo è il motivo per cui Kakashi era ossessionato dalle regole. Il giorno seguente, una volta separatisi dal maestro, Obito, Kakashi e Rin vengono attaccati da due ninja della Roccia e quest'ultima viene rapita: Obito intende andare subito a salvarla, ma Kakashi gli risponde di concentrarsi sulla missione; nonostante l'opposizione del compagno, Obito si reca a salvare Rin e Kakashi decide di aiutarlo ma nello scontro perde l'occhio sinistro. Obito riesce finalmente a dimostrargli le proprie capacità attivando per la prima volta lo Sharingan, uccidendo un nemico e riuscendo a recuperare la compagna; uno dei ninja rimasti cerca tuttavia di ucciderli facendo franare la volta di una grotta: Kakashi non si accorge di un masso che è in procinto di cadergli addosso ma Obito riesce a spingerlo via in tempo salvandogli la vita. La parte destra del corpo dell'Uchiha viene comunque schiacciata dalle macerie e sapendo di essere in fin di vita Obito decide di donare a Kakashi, come regalo per la sua promozione a jonin, il suo occhio sinistro contenente lo Sharingan facendolo trapiantare da Rin.
La frana causa una piccola apertura nel terreno che lo farà finire in uno dei corridoi del nascondiglio di Madara Uchiha, centenario ninja creduto morto dal suo clan. Obito viene curato dallo stesso Madara, il quale ricostituirà la metà distrutta del suo corpo tramite le cellule del Primo Hokage coltivate con il chakra della Statua diabolica: in questo modo il giovane Uchiha ottiene, oltre ai suoi geni naturali, anche quelli dei Senju. Una volta ripresosi Obito vorrebbe ricongiungersi a Kakashi e Rin, ma a causa della lunga riabilitazione dovrà sostare nella caverna di Madara per un certo periodo durante il quale gli viene esposto dal vecchio ninja il "Progetto dell'occhio lunare" e stringe amicizia con gli Zetsu bianchi, in particolare con uno Zetsu dal volto a spirale di nome Tobi. Dopo diversi mesi Obito viene a sapere che Kakashi e Rin sono caduti in una trappola dei ninja della Nebbia, ma non essendosi ancora totalmente ristabilito usa il corpo di Tobi come armatura e raggiunge il campo di battaglia; qui assiste alla scena che cambierà la sua vita per sempre: Kakashi è infatti costretto ad uccidere Rin, divenuta la forza portante del Trecode, e lo shock fa sì che Obito risvegli lo Sharingan ipnotico (sia il suo che quello dell'ex compagno); preso da un raptus omicida, Obito fa terra bruciata dei ninja della Nebbia per poi stringere tra le braccia il corpo senza vita di Rin, ignorando totalmente lo svenuto Kakashi. Tornato al rifugio e convinto che il mondo riservi solo disperazione, Obito accetta il progetto di Madara finalizzato a creare una realtà illusoria in cui non esiste sofferenza.
Anni dopo, nella notte in cui nasce Naruto, Obito libera la Volpe a nove code approfittando del parto di Kushina Uzumaki e ne prende il controllo inviandolo a distruggere il villaggio; dopo essere stato sconfitto dal suo ex maestro Minato, ora Quarto Hokage, viene tuttavia costretto alla ritirata. Lo stesso Minato, in seguito, sigilla parte del chakra della volpe nel corpo del figlio Naruto, in modo che un giorno possa controllare i poteri del demone con i quali sconfiggere Obito. In seguito partecipa allo sterminio del clan Uchiha aiutando Itachi nella sua missione e negli anni in cui il villaggio della Nebbia era soprannominato "della Nebbia Insanguinata" prende il controllo del Quarto Mizukage Yagura attraverso una tecnica illusoria: in questo periodo arruola personalmente Kisame Hoshigaki tra i suoi subordinati e si mette in contatto con Nagato per spingerlo a creare l'organizzazione Alba.
Dopo la morte di Sasori Obito entra ufficialmente nell'organizzazione con l'identità di Tobi come nuovo compagno di Deidara, con il quale cattura senza troppa fatica il demone a tre code; successivamente i due affrontano Sasuke Uchiha: al termine dello scontro Deidara si suicida tramite il C0 e in seguito rivela, mentendo, di essere Madara Uchiha e di voler dare inizio alla Quarta guerra ninja ordinando a Nagato di catturare Naruto. Poco dopo affronta i ninja della Foglia in modo da non farli interferire nello scontro tra Sasuke e Itachi: avvertito da Zetsu quando lo scontro tra i due è terminato, Obito cambia completamente personalità ed è allora che Kakashi intravede il suo Sharingan; subito dopo si teletrasporta in un covo di Alba, dove porta anche i corpi dei fratelli Uchiha, e quando si sveglia racconta a Sasuke la verità dietro lo sterminio del suo clan confessando di essere stato complice di Itachi. Sasuke decide quindi di unirsi a lui per distruggere il Villaggio e vendicare il fratello.

Il Gunbai (軍配) arma di Madara Uchiha utilizzata da Obito durante la quarta grande guerra.

Dopo la sconfitta di Pain Obito si dirige al summit dei Kage avendo però prima un dialogo con Naruto, Kakashi e Yamato, ai quali racconta la verità su Itachi, per poi introdursi alla riunione: qui salva Sasuke e chiede ai Kage che gli vengano consegnate le due forze portanti rimanenti illustrando loro il progetto dell'occhio lunare; al rifiuto dei Kage di collaborare, proclama l'inizio della Quarta guerra ninja. Successivamente interferisce nel ritorno di Danzo al Villaggio della Foglia e cattura le sue guardie del corpo lasciando poi campo libero a Sasuke, che ucciderà Danzo; in seguito stringe un'alleanza con Kabuto Yakushi, soprattutto dopo che questi gli mostra la Tecnica della resurrezione impura. Dopo un duro scontro con Konan, recupera il Rinnegan dal cadavere di Nagato e, rivelando di essere stato lui a donargli quegli occhi, se lo trapianta nell'occhio sinistro.
Una volta cominciata la guerra mette Kabuto alle strette affinché gli riveli i segreti della Tecnica di resurrezione ed entra in possesso dei cinque tesori dell'Eremita delle Sei Vie; grazie al Rinnegan controlla le forze portanti uccise da Alba e resuscitate da Kabuto, le quali posseggono, come lui, lo Sharingan e il Rinnegan e con queste si prepara a catturare Naruto e Killer Bee. Durante lo scontro giungono in loro soccorso Kakashi e Gai e dopo che i cercoteri da lui controllati vengono liberati da Naruto, scende personalmente in campo; nel frattempo fa assorbire il chakra della Volpe a Nove Code contenuto nei corpi di Kinkaku e Ginkaku alla Statua diabolica, incominciando a risvegliare il Decacoda. Kakashi analizza le sue tecniche e così riesce a far distruggere la sua maschera da Naruto e a scoprire la sua identità; contemporaneamente Madara, resuscitato dall'Edo Tensei, liberatosi dal controllo di Kabuto e avendo ridotto in fin di vita i cinque Kage, viene a dargli supporto e il Decacoda viene risvegliato. L'alleanza ninja giungerà sul campo di battaglia a dar manforte a Kakashi, Gai, Naruto e Bee; la lotta si farà sempre più disperata e Kakashi utilizzerà il Kamui sul decacode per sconfiggerlo e farlo sparire: Obito lo intercetterà e ingaggerà uno scontro con lui all'interno dell'altra dimensione per poterlo isolare dal campo di battaglia e allontanarlo dal mostro. Obito verrà sconfitto dall'ex compagno di squadra e, ormai in fin di vita, decide di teletrasportarsi fuori dalla dimensione e scappare prima che Kakashi gli dia il colpo di grazia. Madara, a questo punto, rivela che dentro Obito c'è una parte nera, identica a quella dello Zetsu nero, che racchiude la sua volontà: grazie a essa Madara forza il corpo di Obito a eseguire i sigilli per il Rinne Tensei in modo che Obito sacrifichi la sua vita per far tornare in vita Madara con un corpo in carne e ossa con cui diventare la forza portante del Decacoda. Inaspettatamente Obito riesce a ribaltare la situazione divenendo egli stesso la forza portante del Decacoda e riuscendo a emulare l'Eremita delle Sei Vie.
Nonostante ciò non riesce a resistere a Kurama, circondato dal Susano'o di Sasuke, che si scaglia su di lui estraendogli il Decacoda sotto forma delle sette bestie assorbite dalla Statua diabolica. Obito crolla a terra e poco dopo arriva Kakashi, che viene fermato dal proposito di ucciderlo da Minato; poco dopo lo Zetsu nero spunta dal terreno e prende il controllo di Obito facendogli usare il Rinne Tensei per far tornare in vita Madara dicendogli inoltre che gli rimane poco da vivere e che una volta morto Madara si riprenderà il suo Rinnegan. Madara allora estrae da Obito la Statua diabolica e si prepara a usare il Rinbo Hengoku; quando va a riprendersi il suo occhio lo Zetsu nero, che ormai controlla Obito, gli si avvicina per passargli anche l'altra metà del novecode che gli servirebbe a diventare l'Eremita delle sei vie perfetto ma Obito surclassa lo Zetsu nero tramite il suo Sharingan rivelando di essere di nuovo l'Obito che voleva diventare Hokage e trafiggendolo con una mano per sottrargli il chakra. In seguito riesce a trasportare Naruto nella dimensione parallela con un'azione combinata con Kakashi allo scopo di infondergli parte del chakra della Volpe racchiuso nella sua metà di corpo occupata dallo Zetsu nero: dopo avergliela passata riporta Naruto nella dimensione reale e chiede a Sakura di distruggere il suo Rinnegan per impedire che Madara se ne impossessi. Il suo tentativo fallisce e infatti Madara, penetrato nella dimensione del Kamui, cerca di uccidere Sakura; il tentativo viene tuttavia vanificato da Obito, che riesce a riportarla nella dimensione reale. Madara gli rivela allora di essere il vero responsabile della morte di Rin dato che era stato lui a rapirla per farla diventare la forza portante del tricoda per radere al suolo il villaggio della Foglia e che tutto questo era finalizzato a indurlo a lasciarsi consumare dall'odio, poi gli porta via il Rinnegan rimpiazzandolo con l'occhio che aveva donato a Kakashi e venendo soggiogato dalla volontà dello Zetsu nero.
Tornato nella dimensione reale assiste all'attivazione dello Tsukuyomi infinito, rimanendo tuttavia immune alla tecnica, e ormai posseduto dallo Zetsu nero trafigge Madara in pieno petto dopo che lo Zetsu nero rivela di essere la volontà di Kaguya Ootsutsuki e che lo Tsukuyomi infinito trasformerà tutti coloro che ne sono imprigionati in Zetsu bianchi; Zetsu lascia quindi il corpo di Obito, che cade a terra privo di forze. Obito viene poi curato da Naruto tramite il chakra dell'Eremita delle Sei Vie e, dopo essere stato informato sulla situazione, nota che la tecnica usata da Kaguya per spostarsi nelle dimensioni è simile al Kamui e quindi decide di recuperare Sasuke dalla dimensione in cui Kaguya l'ha portato insieme a Sakura; il salvataggio riesce anche grazie al Rinnegan di Sasuke. Obito fa ritorno assieme ai due nella dimensione dove Naruto sta combattendo contro Kaguya e viene teletrasportato da quest'ultima in una dimensione con un'altissima gravità: nel tentativo di proteggere Naruto e Sasuke, Obito prende in pieno petto un attacco che ne provoca la morte non prima però di aver salvato Kakashi dallo stesso attacco usando il Kamui un'ultima volta. Nell'altro mondo Obito incontra Rin, che gli ricorda che lo avrebbe sempre protetto, ma prima di sparire per sempre dona a Kakashi tutto il suo potere consentendogli di usare temporaneamente il Susano'o e rivelandogli che lui sarebbe stato il Sesto Hokage e Naruto il Settimo.

## Capacità ninja

Lo Sharingan ipnotico di Obito Uchiha

Il Rinnegan.

Sebbene inizialmente Obito venga considerato, e a tutti gli effetti sia, un pasticcione, con il passare del tempo diviene un ninja estremamente potente e pericoloso, capace di architettare trame e manipolazioni utili al piano suo e di Madara.
Come tutti i membri del clan Uchiha, Obito presenta una predisposizione per il chakra di tipo fuoco e infatti ricorre frequentemente alla tecnica della Palla di fuoco suprema; in seguito apprende altre tecniche, anche molto avanzate, dello stesso elemento. Nel corso della Terza Guerra Ninja attiva per la prima volta lo Sharingan, l'abilità oculare innata del suo clan, con due tomoe per occhio. A causa dell'incidente in seguito al quale fu dato per morto, per sopravvivere Obito necessita di una particolare sostanza bianca derivante dal chakra della Statua Diabolica (外道魔像?, Gedo Mazo) che attraversa la parte destra del suo corpo permettendogli così un "ricambio" degli arti persi e l'immortalità biologica; quando poi si trova a diretto contatto con uno Zetsu bianco o con il Demone Decacoda (十尾の尾獣?, Jūbi no bijū) diviene in grado di utilizzare l'Arte del Legno.
La morte di Rin gli provoca un violento shock che porterà al risveglio del suo Sharingan Ipnotico: ciò si verifica anche nell'occhio donato all'ex compagno Kakashi, sebbene questi divenga in grado di utilizzarlo solo in un periodo molto successivo. Il potere caratteristico dello Sharingan Ipnotico di Obito è una tecnica spazio-temporale chiamata Kamui (神威? letteralmente "Potere degli Dei") che gli permette di trasportare sé stesso o altre persone in un'altra dimensione e di rendersi intangibile attraversando apparentemente la materia: in realtà il primo effetto implica il secondo per il fatto che, trasportando in un'altra dimensione la parte del corpo interessata dal colpo nemico o la materia che pare oltrepassare, il suo corpo sembra essere attraversato da esso dando l'impressione di essere intangibile; per attaccare, tuttavia, Obito deve tornare tangibile.
Nella notte in cui è nato Naruto, Obito ha agevolmente superato la strettissima sorveglianza predisposta dal Quarto Hokage a tutela di Kushina estraendo da quest'ultima la Volpe a Nove Code (che ha poi soggiogato con il suo Sharingan e scatenato sul villaggio), costringendo il suo ex maestro ad affrontarlo personalmente e a ricorrere al secondo stadio della Dislocazione Istantanea: in questa occasione Minato afferma di conoscere un solo ninja capace di tanto, Madara Uchiha, considerando quindi pari i due; successivamente aiuta Itachi nello sterminio del clan e nello scontro con Konan si è dimostrato in grado di utilizzare Izanagi, un genjutsu proibito necessitante sia dello Sharingan (che viene reso cieco per sempre) che del potere del clan Senju capace di alterare la realtà in modo favorevole all'utilizzatore per circa un minuto.
Poco prima dell'inizio della Quarta Guerra Ninja Obito si trapianta nell'occhio sinistro il Rinnegan di Madara (precedentemente trapiantato in Nagato), che gli consente di realizzare una sua versione delle Sei Vie di Pain con cui tenere sotto controllo sei forze portanti riportate in vita: dotate anch'esse di Sharingan e Rinnegan, possono utilizzare tutte le tecniche possedute in vita e trasformarsi nei rispettivi cercoteri, ma visto l'eccessivo sforzo per tenere a bada le bestie Obito non è capace di sfruttare anche i poteri tipici del Rinnegan. Nella prosecuzione del conflitto diventa la forza portante del Decacoda ottenendo un potere tale da combattere contemporaneamente contro Naruto, Sasuke, Minato e Tobirama Senju; ottiene inoltre una nuova abilità, superiore anche all'Arte della Polvere, che si presenta sotto forma di nove sfere nere che può modellare a suo piacimento capaci persino di annullare l'effetto rigenerante dell'Edo Tensei.